# Tour de France 2013/3. Etappe
Die 3. Etappe der Tour de France 2013 fand am 1. Juli 2013 statt. Sie verlief vollständig auf Korsika und führte von Ajaccio über 145,5 km nach Calvi. Im Verlauf der Etappe gab es eine Bergwertung der zweiten Kategorie, zwei der dritten, eine der vierten Kategorie sowie eine Sprintwertung. Damit zählte die dritte Etappe als Mittelgebirgsetappe. Alle 198 Fahrer gingen an den Start.

## Rennverlauf
Die Etappe begann um 12.55 Uhr. Bereits kurze Zeit später fuhr Lieuwe Westra aus dem Feld heraus, um ihn bildete sich eine Ausreißergruppe, der auch Sébastien Minard, Alexis Vuillermoz, Simon Clarke und Cyril Gautier angehörten. Sie hatten nach zwei Kilometern bereits einen Abstand von 1:20 min auf das Peloton. Vor der ersten Bergwertung auf dem Col de San Bastiano betrug der Vorsprung der fünf Führenden rund vier Minuten. Die Wertung sicherte sich Simon Clarke, der den einzigen zu vergebenden Punkt holte. Das Hauptfeld lag vor dem Zwischensprint etwa 4:30 min zurück. Die Punkte holte sich Minard vor Westra und Gautier. Sieger im Sprint des Pelotons wurde Marcel Kittel.
Der Vorsprung der Spitzengruppe begann langsam zu schmelzen, sie befanden sich nun auf dem Anstieg zum Col de San Martino, dessen Bergwertung erneut Clarke gewann, Zweiter wurde Vuillermoz. Im Feld wurde nun das Tempo deutlich angezogen, sodass die Favoriten zu Beginn des dritten Anstieges nur noch 35 Sekunden hinter den Führenden lagen. Die folgende Bergwertung auf dem Côte de Porto sicherte sich wieder Clarke, der damit punktemäßig mit dem Träger des Gepunkteten Trikots, Pierre Rolland, gleichzog. Der Vorsprung der Ausreißer stabilisierte sich jedoch wieder, so waren die fünf Fahrer 60 Kilometer vor dem Ziel wieder 1:30 min vor dem Hauptfeld.
Die beiden in der Spitzengruppe fahrenden Gautier und Vuillermoz lagen im Gesamtklassement nur eine Sekunde hinter dem Gesamtführenden Jan Bakelants, seine Mannschaft RadioShack Leopard hielt daher im Feld das Tempo hoch, um das Gelbe Trikot zu sichern. Die Tempoverschärfung zeigte Wirkung – die Spitzengruppe verlor zusehends an Vorsprung auf Gelb. 21 Kilometer vor dem Ziel attackierten Clarke und Minard aus der Ausreißergruppe heraus und fuhren wieder einen rund einminütigen Vorsprung auf das Feld heraus. Am letzten Berg, dem Col de Marsolino, war Clarke allein an der Spitze, wurde jedoch von Pierre Rolland überholt, der sich anschließend auch die fünf Punkte für die Bergwertung auf dem Gipfel sicherte und allein vorn weiterfuhr. Die übrigen Ausreißer fielen zurück ins Hauptfeld.
Etwa acht Kilometer vor dem Ziel holte eine dreiköpfige Verfolgergruppe, darunter Sylvain Chavanel, Rolland ein. Ihr Ausreißversuch war jedoch nicht erfolgreich, sie wurden drei Kilometer vor dem Ziel vom Peloton gestellt. Den Sprint des Hauptfeldes gewann Simon Gerrans vor Peter Sagan, der damit das Grüne Trikot von Marcel Kittel übernahm. In den anderen Wertungen blieben die Trikotträger unverändert.

## Aufgaben
- Andrei Grigorjewitsch Kaschetschkin (66) – während der Etappe
- Yohann Bagot (132) – während der Etappe

## Bergwertungen
| Col de San Bastiano Kategorie 4 nach 12 km auf 415 m 3,4 km bei 4,6 % |            |                    |        |
| 1.                                                                    | Australien | Simon Clarke (OGE) | 1 Pkt. |

| Col de San Martino Kategorie 3 nach 58 km auf 429 m 7,5 km bei 5,4 % |            |                         |        |
| 1.                                                                   | Australien | Simon Clarke (OGE)      | 2 Pkt. |
| 2.                                                                   | Frankreich | Alexis Vuillermoz (SOJ) | 1 Pkt. |

| Côte de Porto Kategorie 3 nach 75 km auf 161 m 2,0 km bei 6,4 % |            |                         |        |
| 1.                                                              | Australien | Simon Clarke (OGE)      | 2 Pkt. |
| 2.                                                              | Frankreich | Alexis Vuillermoz (SOJ) | 1 Pkt. |

| Col de Marsolino Kategorie 2 nach 132 km auf 443 m 4,6 km bei 6,5 % |            |                             |        |
| 1.                                                                  | Frankreich | Pierre Rolland (EUC)        | 5 Pkt. |
| 2.                                                                  | Spanien    | Mikel Nieve (EUS)           | 3 Pkt. |
| 3.                                                                  | Norwegen   | Lars Petter Nordhaug (BEL)  | 2 Pkt. |
| 4.                                                                  | Belgien    | Jurgen Van Den Broeck (LTB) | 1 Pkt. |

## Punktewertungen
| Zwischensprint in Sagone nach 28,5 km auf 16 m |                        |                          |         |
| 1.                                             | Frankreich             | Sébastien Minard (ALM)   | 20 Pkt. |
| 2.                                             | Niederlande            | Lieuwe Westra (VCD)      | 17 Pkt. |
| 3.                                             | Frankreich             | Cyril Gautier (EUC)      | 15 Pkt. |
| 4.                                             | Frankreich             | Alexis Vuillermoz (SOJ)  | 13 Pkt. |
| 5.                                             | Australien             | Simon Clarke (OGE)       | 11 Pkt. |
| 6.                                             | Deutschland            | Marcel Kittel (ARG)      | 10 Pkt. |
| 7.                                             | Deutschland            | André Greipel (LTB)      | 9 Pkt.  |
| 8.                                             | Vereinigtes Konigreich | Mark Cavendish (OPQ)     | 8 Pkt.  |
| 9.                                             | Norwegen               | Alexander Kristoff (KAT) | 7 Pkt.  |
| 10.                                            | Slowakei               | Peter Sagan (CAN)        | 6 Pkt.  |
| 11.                                            | Belgien                | Kris Boeckmans (VCD)     | 5 Pkt.  |
| 12.                                            | Niederlande            | Tom Veelers (ARG)        | 4 Pkt.  |
| 13.                                            | Italien                | Fabio Sabatini (CAN)     | 3 Pkt.  |
| 14.                                            | Neuseeland             | Greg Henderson (LTB)     | 2 Pkt.  |
| 15.                                            | Polen                  | Maciej Bodnar (CAN)      | 1 Pkt.  |

| Zielsprint in Calvi nach 145,5 km auf 8 m |            |                              |         |
| 1.                                        | Australien | Simon Gerrans (OGE)          | 30 Pkt. |
| 2.                                        | Slowakei   | Peter Sagan (CAN)            | 25 Pkt. |
| 3.                                        | Spanien    | José Joaquín Rojas Gil (MOV) | 22 Pkt. |
| 4.                                        | Polen      | Michał Kwiatkowski (OPQ)     | 19 Pkt. |
| 5.                                        | Belgien    | Philippe Gilbert (BMC)       | 17 Pkt. |
| 6.                                        | Spanien    | Juan Antonio Flecha (VCD)    | 15 Pkt. |
| 7.                                        | Italien    | Francesco Gavazzi (AST)      | 13 Pkt. |
| 8.                                        | Frankreich | Maxime Bouet (ALM)           | 11 Pkt. |
| 9.                                        | Frankreich | Julien Simon (SOJ)           | 9 Pkt.  |
| 10.                                       | Spanien    | Gorka Izagirre (EUS)         | 7 Pkt.  |
| 11.                                       | Norwegen   | Edvald Boasson Hagen (SKY)   | 6 Pkt.  |
| 12.                                       | Frankreich | Romain Bardet (ALM)          | 5 Pkt.  |
| 13.                                       | Australien | Cadel Evans (BMC)            | 4 Pkt.  |
| 14.                                       | Usbekistan | Sergey Lagutin (VCD)         | 3 Pkt.  |
| 15.                                       | Italien    | Elia Favilli (LAM)           | 2 Pkt.  |